# Мащенко, Вадим Сергеевич
Вадим Сергеевич Мащенко (укр. Вадим Сергійович Мащенко; род. 26 июля 2000, Филатовка) — украинский футболист, нападающий кросновного клуба «Карпаты».

## Карьера

### «Динамо» Киев
Футболом начал заниматься в детско юношеской спортивной школе «Олимп» из города Старобельск. В 2013 году перешёл в структуру луганской «Зари», где занимался в футбольной школе клуба. В 2014 году перешёл в киевское «Динамо», где стал выступать в юношеских командах. Вместе с командой до 19 лет стал победителем юношеского первенства Украины в сезоне 2017/2018 годов. В июле 2019 года перешёл в молодёжную команду киевского клуба.

#### Аренда в «Черноморец» Одесса
В январе 2021 года футболист на правах арендного соглашения присоединился к одесскому «Черноморцу». Дебютировал за клуб 5 марта 2021 года в матче против краматорского клуба «Авангард», выйдя на замену на 77 минуте. Футболист закрепился в основной команде клуба, однако преимущественно оставался игроком замены. В дебютном сезоне провёл за клуб 12 матчей и стал серебряным призёром Первой Лиги.
Летом 2021 года футболист готовился к новому сезону с одесским клубом. Свой дебютный матч в украинской Премьер Лиге сыграл 16 августа 2021 года против харьковского клуба «Металлист 1925», выйдя на замену на 74 минуте. Затем на протяжении первой половины сезона в «Черноморце» за основную команду клуба футболист больше не провёл ни матча. В январе 2022 года по окончании срока арендного соглашения покинул клуб.

#### Аренда в «Ионаву»
В августе 2022 года футболист на правах арендного соглашения перешёл в литовский клуб «Ионава». Дебютировал за клуб 16 августа 2022 года в матче Кубка Литвы против клуба «Хегельманн». Свой дебютный матч в А-лиге провёл 21 августа 2022 года против клуба «Жальгирис», выйдя на поле в стартовом составе. Дебютный гол за клуб забил 16 сентября 2022 года в матче против клуба «Кауно Жальгирис». На протяжении сезона футболист был одним из ключевых игроком клуба, однако закончил чемпионат на последнем месте. По окончании арендного соглашения покинул клуб.

### «Елгава»
В феврале 2023 года футболист проходил просмотр в латвийском клубе «Елгава». В марте 2023 года футболист официально перешёл в латвийский клуб. Дебютировал за клуб 17 марта 2023 года в матче против клуба «Даугавпилс». Дебютный гол за клуб забил 4 мая 2023 года в матче против «Риги».

### «Карпаты» Кросно
В феврале 2024 года футболист перешёл в польский клуб «Карпаты». Дебютировал за клуб футболист 2 марта 2024 года в матче против клуба «Подхале», выйдя на поле в стартовом составе.

## Международная карьера
В 2016 году выступал за юношескую сборную Украины до 16 лет. В марте 2017 года вместе со юношеской сборной Украины до 17 лет отправился на квалификационные матчи юношеского чемпионата Европы до 17 лет. Дебютировал за сборную 23 марта 2017 года против сборной Швеции, также отличившись дебютным забитым голом. Вместе со сборной квалифицировался в основной этап чемпионата. Дебютный матч на турнире сыграл 4 мая 2017 года против сборной Нидерландов. По итогу группового этапа чемпионата украинская сборная вылетела с турнира, проиграв первые матчи в группе.